# Niederwölz
Niederwölz ist eine Gemeinde mit 597 Einwohnern (Stand 1. Jänner 2025) im Bezirk Murau in der Steiermark.

## Geografie
Niederwölz liegt im Oberen Murtal an der Mündung des Wölzerbachs in die Mur. Das Gemeindegebiet wird im Südosten durch die Mur begrenzt, die in 740 Meter über dem Meer fließt. Die Grenze im Nordosten verläuft entlang des Talbodens vom Wölzerbach. Nach Westen steigt das Land zu einem bewaldeten Höhenrücken an. Die höchsten Erhebungen sind Predigtstuhl (1329 m), Puxberg (1486 m) und der Schafferkogel (1524 m).
Die Gemeinde ist zehn Quadratkilometer groß. Davon wird ein knappes Drittel landwirtschaftlich genutzt, 59 Prozent sind bewaldet.

### Gemeindegliederung
Es besteht nur die Katastralgemeinde Niederwölz.
Die Gemeinde gehört zum Gerichtsbezirk Murau.

### Nachbargemeinden
|                   | Oberwölz                                    |            |
|                   | Kompassrose, die auf Nachbargemeinden zeigt | Scheifling |
| Teufenbach-Katsch |                                             |            |

## Geschichte
Niederwölz wurde im Jahr 1234 erstmals urkundlich erwähnt, die Pfarrkirche 1335.
In dieser Zeit hatten die Ritter von Welzer Besitzungen in Niederwölz.
Ein wichtiger wirtschaftlicher Faktor ist das Marktrecht, das der Ort 1450 von Friedrich III. erhielt. Dieser „Maxlaunmarkt“ wurde zu Beginn des 16. Jahrhunderts verboten, da die Urkunde verloren gegangen war. 1536 bestätigte Ferdinand I. als Erzherzog von Österreich jedoch das Marktrecht. Der Markt entwickelte sich im 19. Jahrhundert zu einem der größten Vieh- und Lederwarenmärkte der Steiermark. Noch heute ist der Markt, der um das Namensfest des Heiligen Maximilian Anfang Oktober stattfindet, mit 70.000 bis 80.000 Besuchern eine wichtige Veranstaltung.
Die politische Gemeinde Niederwölz wurde 1849/50 errichtet.

### Bevölkerungsentwicklung
Die Gemeinde hatte laut Volkszählung 2001 623 Einwohner, davon 608 (97,6 %) mit österreichischer Staatsbürgerschaft. Zur römisch-katholischen Kirche bekannten sich 95,3 % der Einwohner, 1,9 % gehörten der evangelischen Kirche an, 2,2 % waren ohne religiöses Bekenntnis.

## Kultur und Sehenswürdigkeiten

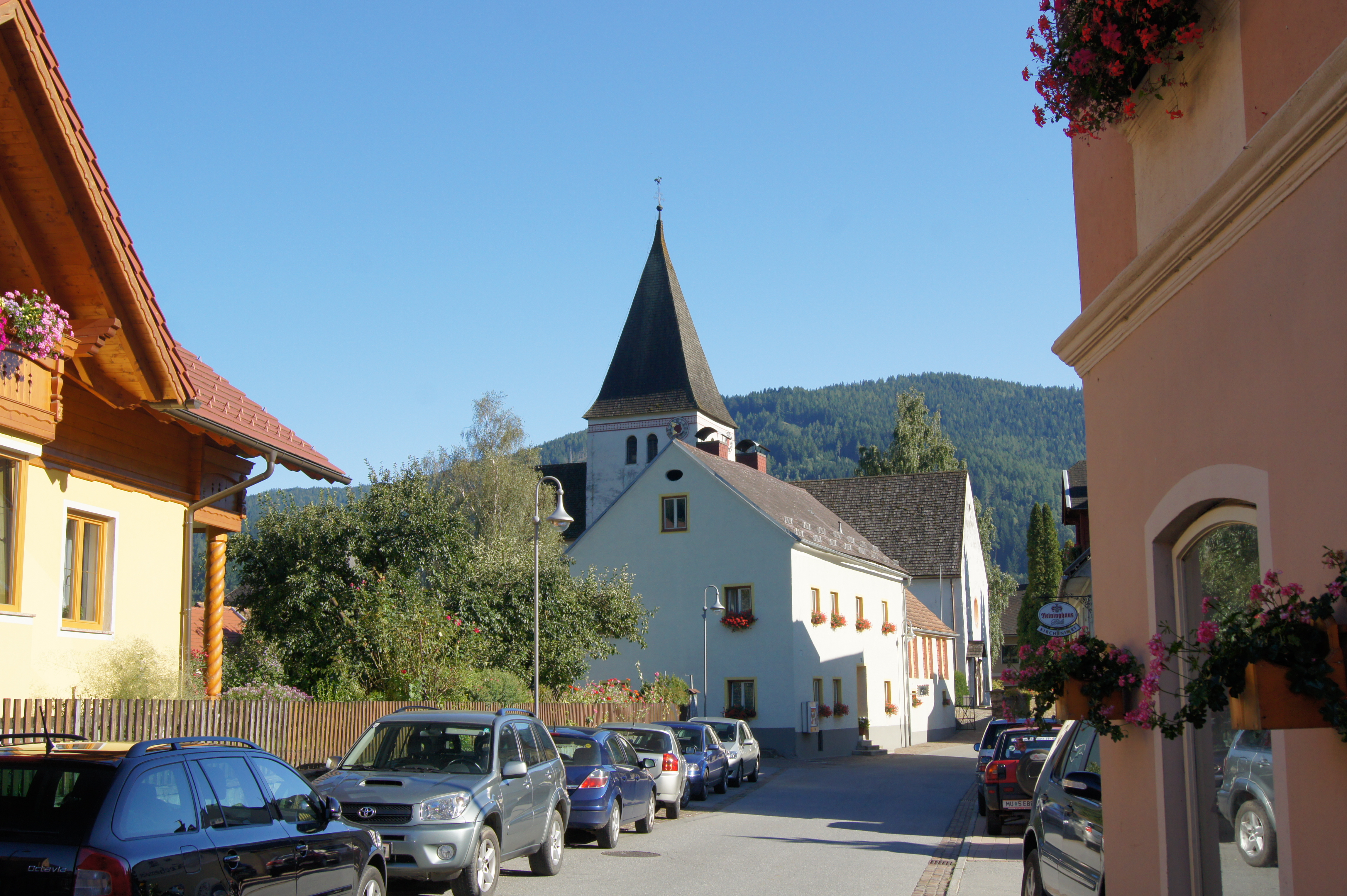
Pfarrkirche Niederwölz

### Bauwerke
- Katholische Pfarrkirche Niederwölz hl. Maximilian

### Veranstaltungen
- Maxlaunmarkt: In Niederwölz findet jährlich im Oktober eine Marktveranstaltung statt, die seit 1536 abgehalten wird. Zwischen 70.000 und 80.000 Besucher[5] besuchen die Wirtschaftsmesse, auf der die heimischen Wirtschaftstreibenden ihre Produkte (vorwiegend Landmaschinen und landwirtschaftliche Geräte) und Dienstleistungen vorstellen. Daneben umfasst der Maxlaunmarkt einen Vergnügungspark mit einem Festzelt und Krämerständen.
- Das traditionelle Freyungsaustragen am Maxlaunmarkt, ein seit dem 17. Jahrhundert Ausrufen des Marktrechtes im Zuge einer Prozession, wurde 2013 von der UNESCO in die Liste Immaterielles Kulturerbe in Österreich aufgenommen.[6]

## Wirtschaft und Infrastruktur
Wichtige Betriebe in Niederwölz sind ein privat betriebenes Kraftwerk sowie ein Betonfertigteilwerk.

### Wirtschaftssektoren
Von den landwirtschaftlichen Betrieben des Jahres 2010 wurden sieben im Haupt-, elf im Nebenerwerb und einer von einer juristischen Person geführt. Die sieben Haupterwerbsbauern bewirtschafteten 56 Prozent der Flächen. Im Produktionssektor arbeiteten alle 112 Erwerbstätigen im Bereich Herstellung von Waren. Die wichtigsten Arbeitgeber im Dienstleistungssektor waren die Bereiche Handel (27), soziale und öffentliche Dienste (15) und Beherbergung und Gastronomie (12 Mitarbeiter).
| Wirtschaftssektor            | Anzahl Betriebe | Anzahl Betriebe | Erwerbstätige | Erwerbstätige |
| Wirtschaftssektor            | 2011            | 2001            | 2011          | 2001          |
| ---------------------------- | --------------- | --------------- | ------------- | ------------- |
| Land- und Forstwirtschaft 1) | 19              | 22              | 17            | 16            |
| Produktion                   | 5               | 3               | 112           | 117           |
| Dienstleistung               | 27              | 20              | 61            | 80            |

1) Betriebe mit Fläche in den Jahren 2010 und 1999

### Arbeitsmarkt, Pendeln
Im Jahr 2011 lebten 315 Erwerbstätige in Niederwölz. Davon arbeiteten 66 in der Gemeinde, fast achtzig Prozent pendelten aus. Von den umliegenden Gemeinden kamen 124 Menschen zur Arbeit nach Niederwölz.

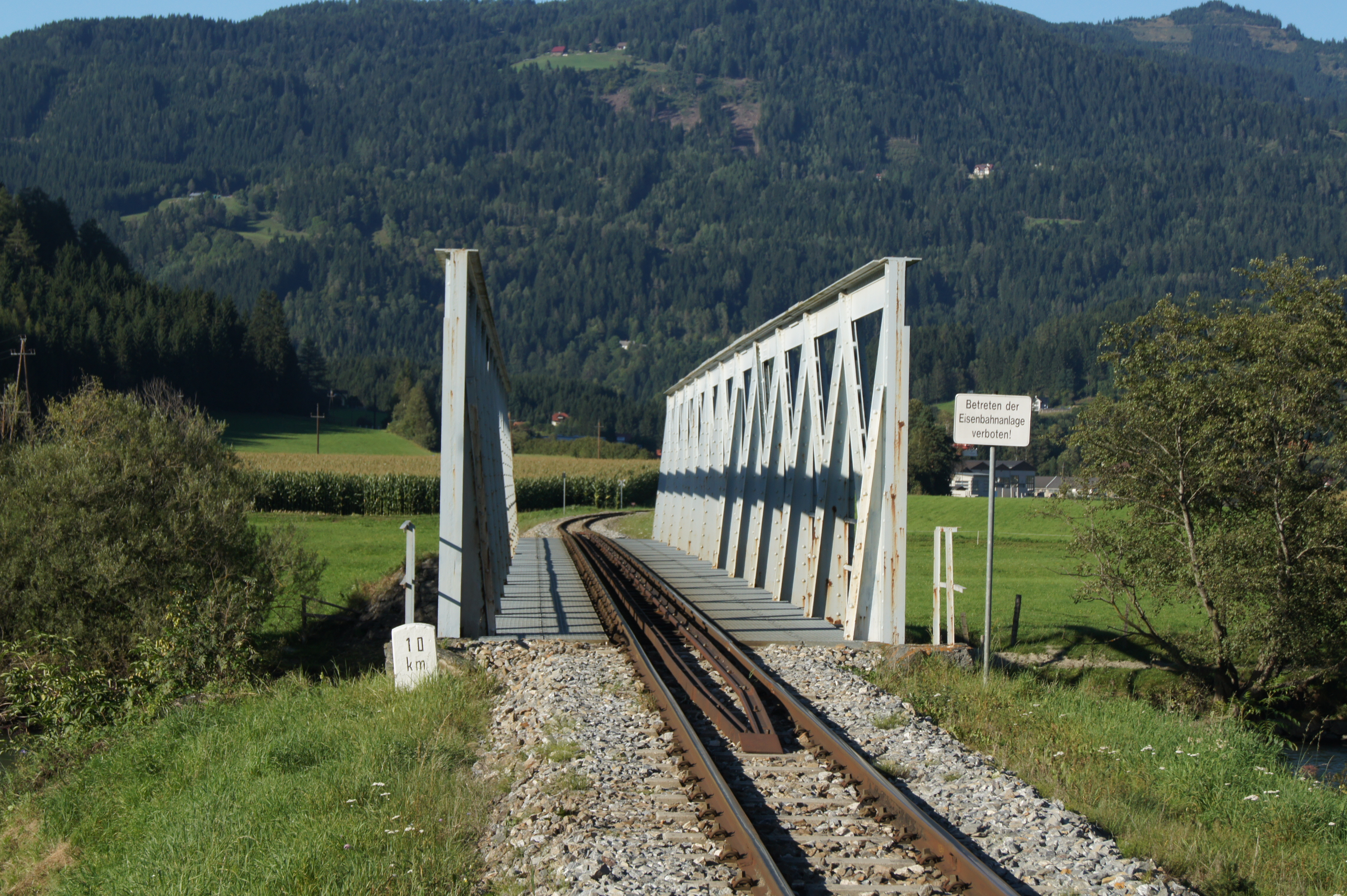
Murbrücke der Murtalbahn

### Verkehr
- Eisenbahn: Niederwölz hat einen Bahnhof an der von den Steiermärkischen Landesbahnen betriebenen Murtal-Schmalspurbahn.[11][12]
- Straße: Die wichtigste Straßenverbindung ist die Murtal Straße B96.

## Politik

### Gemeinderat
| Der Gemeinderat hat 9 Mitglieder. - Mit den Gemeinderatswahlen in der Steiermark 2000 hatte der Gemeinderat folgende Verteilung: 7 ÖVP und 2 SPÖ. - Mit den Gemeinderatswahlen in der Steiermark 2005 hatte der Gemeinderat folgende Verteilung: 5 ÖVP und 4 SPÖ. - Mit den Gemeinderatswahlen in der Steiermark 2010 hatte der Gemeinderat folgende Verteilung: 6 ÖVP und 3 SPÖ. - Mit den Gemeinderatswahlen in der Steiermark 2015 hatte der Gemeinderat folgende Verteilung: 7 ÖVP und 2 SPÖ. - Mit den Gemeinderatswahlen in der Steiermark 2020 hat der Gemeinderat folgende Verteilung: 7 ÖVP, 1 SPÖ und 1 FPÖ. | Die zur Anzeige dieser Grafik verwendete Erweiterung wurde dauerhaft deaktiviert. Wir arbeiten aktuell daran, diese und weitere betroffene Grafiken auf ein neues Format umzustellen. (Mehr dazu) |

### Bürgermeister
- 1962–1983 Hellmuth Rauter
- 1983–2006 Max Lercher
- 2006–2018 Walter Koller (ÖVP)[17]
- seit 2018 Albert Brunner (ÖVP)[18]

## Persönlichkeiten

### Ehrenbürger der Gemeinde
- 1976 Friedrich Niederl (1920–2012), Landeshauptmann[19]
- Hellmuth Rauter († 2019), Bürgermeister von Niederwölz 1962–1983

### Mit Niederwölz verbundene Persönlichkeiten
- Gernot Sick, ehemaliger Profifußballer (* 30. Oktober 1978)